# Tres Cantos
Tres Cantos ist eine spanische Gemeinde (municipio) in der Autonomen Gemeinschaft Madrid. Sie liegt 23 km nördlich der Innenstadt von Madrid und hat 52.932 Einwohner (Stand: 2024).

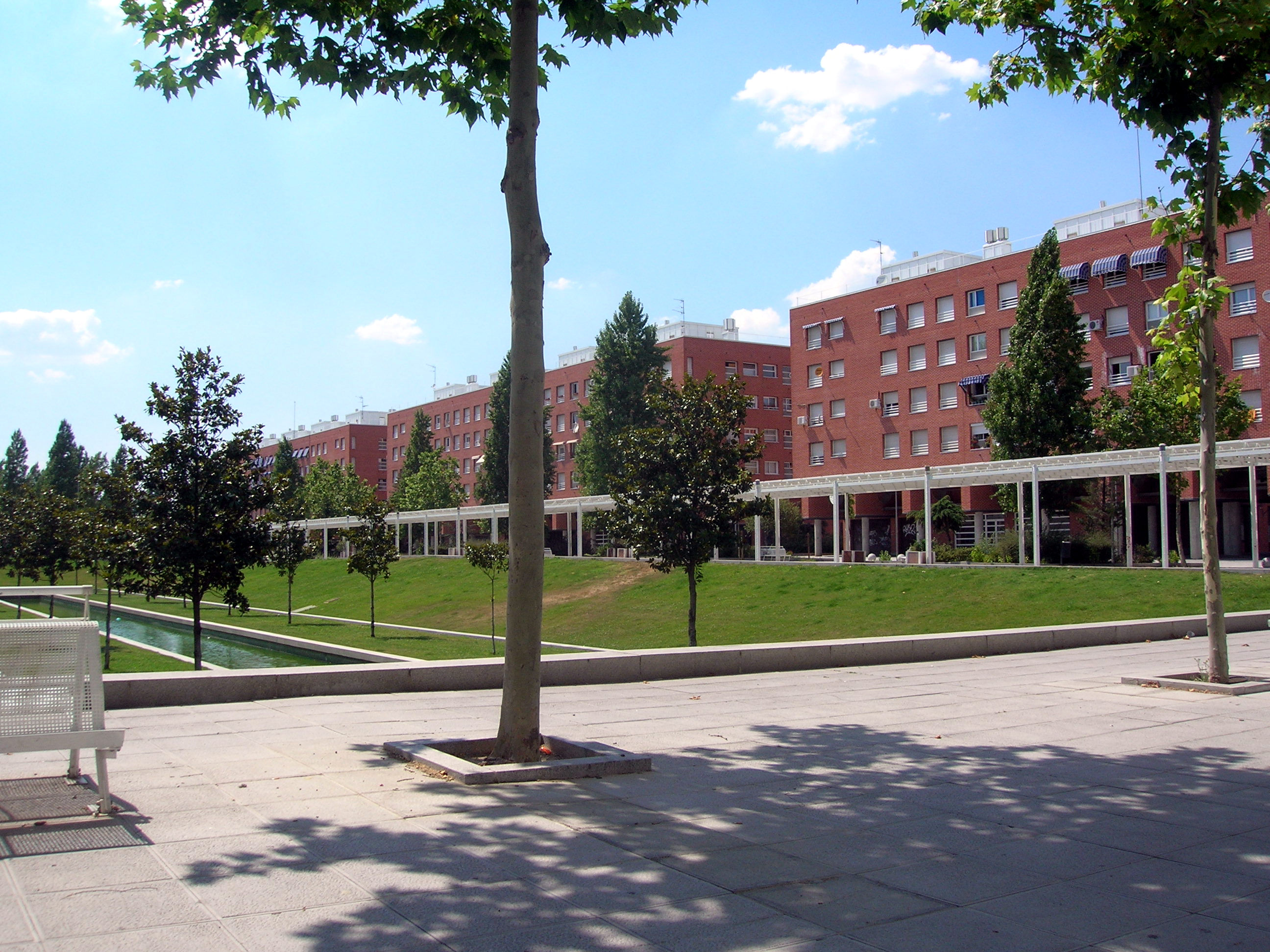
Platz des 21. Märzes neben dem Rathaus

Besonders Parks und Bäume sowie breite Alleen bestimmen das Erscheinungsbild. Fast der komplette Straßenring, der durch die Avenida de Viñuelas, Avenida de los Artisanos, Avenida de Colmenar Viejo und die Avenida de los Encuartes gebildet wird, ist promenadenartig angelegt. Im Norden (Avenida de Colmenar Viejo) und im Süden (Avenida de Viñuelas) sind mehrere Restaurants und Cafés angesiedelt.

## Wappen
Beschreibung: Das in Silber und Braun ungenau geteilte Feld ist vom roten Bord mit sieben silbernen fünfzackigen Sternen umgeben und zeigt auf erdenem Grund zwei Bäume mit braunem Stamm und grüner Laubkrone. Über dem Wappenschild ist eine stilisierte goldene Krone mit einem gemeinen Kreuz im Scheitel.

## Entwicklung
Tres Cantos ist eine vergleichsweise sehr junge Stadt. Der Beginn ist auf das Jahr 1971 zurückzuführen, als der Plan gefasst wurde, im Umkreis von Madrid neue Städte zu entwickeln, was 1976 in der Gründung der Tres Cantos S.A. mündete. 1980 begann der Bau und 1982 zogen die ersten Einwohner in die neue Siedlung. Zunächst war Tres Cantos ein Stadtteil von Colmenar Viejo, erst seit dem 3. März 1991 ist sie selbständig. Die Entwicklung lässt sich in drei Phasen einteilen: Die erste Phase umfasst die nördlichen Wohngebiete (Avenida Colmenar Viejo), die zweite Phase die Wohngebiete im Süden (Avenida de las Viñuelas). Die dritte Phase befindet sich gerade in der Entwicklung, sie schließt sich im Norden an die erste Phase an. Die Bauarbeiten haben bereits begonnen. Nach Abschluss dieses Planes soll Tres Cantos ca. 60.000 Einwohner haben.

## Anbindung
Westlich von Tres Cantos führt die Straße M-607 entlang, die Colmenar Viejo mit Madrid verbindet. Parallel zu dieser Straße verlaufen die Schienenstränge für die Cercanías Madrid, die Madrider S-Bahn die durch die Linie C4 Tres Cantos mit Madrid verbindet. Weiterhin gibt es noch einige Vorort-Buslinien (Interurbanos): 712, 713, 716, 717 verbinden Tres Cantos mit der Plaza Castilla in Madrid, Linie 723 fährt von Tres Cantos nach Colmenar Viejo und mit der Linie 827 erreicht man von Tres Cantos aus die Cantoblanco Universität, Alcobendas, San Sebastián de los Reyes, den Flughafen Barajas und die Stadtteile von Madrid Barajas und Canillejas.

## Wirtschaft
Zur Stadt gehört der Technologiepark von Madrid (Parque Tecnológico de Madrid) und ein Industriegebiet. Dort sind einige Firmen mit ihren spanischen Niederlassungen vertreten, wie zum Beispiel Beiersdorf (Nivea), Hella, Siemens, Danone, Merck und GlaxoSmithKline.

## Persönlichkeiten
- Raúl García Pierna (* 2001), Radrennfahrer